# Pruszcz Gdański (gemeente)
De gemeente Pruszcz Gdański is een landgemeente in het Poolse woiwodschap Pommeren, in powiat Gdański.
De gemeente bestaat uit 30 administratieve plaatsen solectwo : Arciszewo, Będzieszyn, Bogatka, Borkowo Łostowickie, Bystra, Bystra-Osiedle, Cieplewo, Dziewięć Włók, Goszyn, Jagatowo, Juszkowo, Krępiec, Lędowo, Łęgowo, Mokry Dwór, Przejazdowo, Radunica, Rekcin, Rokitnica, Roszkowo, Rotmanka, Rusocin, Straszyn, Świńcz, Wiślina, Wiślinka, Wojanowo, Żukczyn, Żuława, Żuławka
De zetel van de gemeente is in Pruszcz Gdański.
Op 30 juni 2004 telde de gemeente 16 260 inwoners.

## Oppervlakte gegevens
In 2002 bedroeg de totale oppervlakte van gemeente Pruszcz Gdański 142,56 km², waarvan:
- agrarisch gebied: 79%
- bossen: 4%

De gemeente beslaat 17,97% van de totale oppervlakte van de powiat.

## Demografie
Stand op 30 juni 2004:
| Omschrijving                   | Totaal | Totaal | Vrouwen | Vrouwen | Mannen | Mannen |
| ------------------------------ | ------ | ------ | ------- | ------- | ------ | ------ |
| eenheid                        | aantal | %      | aantal  | %       | aantal | %      |
| inwoners                       | 16 260 | 100    | 8098    | 49,8    | 8162   | 50,2   |
| bevolkingsdichtheid (inw./km²) | 114,1  | 114,1  | 56,8    | 56,8    | 57,3   | 57,3   |

In 2002 bedroeg het gemiddelde inkomen per inwoner 1563,84 zł.

## Aangrenzende gemeenten
Cedry Wielkie, Gdańsk, Kolbudy, Pruszcz Gdański, Pszczółki, Suchy Dąb, Trąbki Wielkie